# Neoconocephalus robustus
Neoconocephalus robustus är en insektsart som först beskrevs av Scudder, S.H. 1862.  Neoconocephalus robustus ingår i släktet Neoconocephalus och familjen vårtbitare. Inga underarter finns listade i Catalogue of Life.